# Велде, Ян ван де
Ян ван де Велде Второй (нидерл. Jan van de Velde II; 1593, Роттердам или Делфт — 1 ноября 1641, Энкхёйзен) — голландский рисовальщик, живописец и гравёр из семьи художников ван де Велде. Родной брат Эсайаса ван де Велде, сын Яна ван де Велде Первого и отец художника Яна Янса ван де Велде.

## Биография
Ян ван де Велде родился либо в Делфте, либо в Роттердаме в семье каллиграфа Яна ван де Велде Старшего из Антверпена и Майкен ван Брахт из Тюрнхаута. Их сыном был Ян Янс ван де Велде (ок. 1620—1662). По сведениям книги Арнольда Хоубракена «Великий театр нидерландских художников и художниц» (De Groote Schouburgh der Nederlantsche Konstschilders en Schilderessen, 1718—1721) Ян ван де Велде Младший был братом Эсайаса ван де Велде и Виллема ван де Велде Старшего, но, по сведениям историка Джона Денисона Чамплина, он был двоюродным братом Эсайаса, и не имел никакого отношения к семье Виллема.
В Голландии под именем: Ян ван де Велде (1630—1686) был известен ещё один мастер: ювелир и златокузнец (мастер изделий из золота и серебра), вероятно, однофамилец.
В 1613 году живописец Ян ван де Велде поступил в ученики к гравёру Якобу Матаму, а в 1614 году стал мастером харлемской Гильдии Святого Луки, затем, возможно, посетил Италию. Скончался в Энкхёйзене, Северная Голландия.

## Творчество
Ян более известен офортами и гравюрами Сухая игла сухой иглой, чем живописью. Он изображал животных, пейзажи и натюрморты. Издал небольшую книгу о своём искусстве. Оставил много портретов, пейзажей и «бамбошад», картинок смешных народных сцен по названию группы художников Бамбоччанти, работавших в Бытовой жанр бытовом жанре в Италии. Бенуа, Александр Николаевич А. Н. Бенуа бегло упоминал имя Яна ван де Велде среди «первых жанристов, размещавших свои фигурки среди тонко разработанных пейзажей».

## Галерея

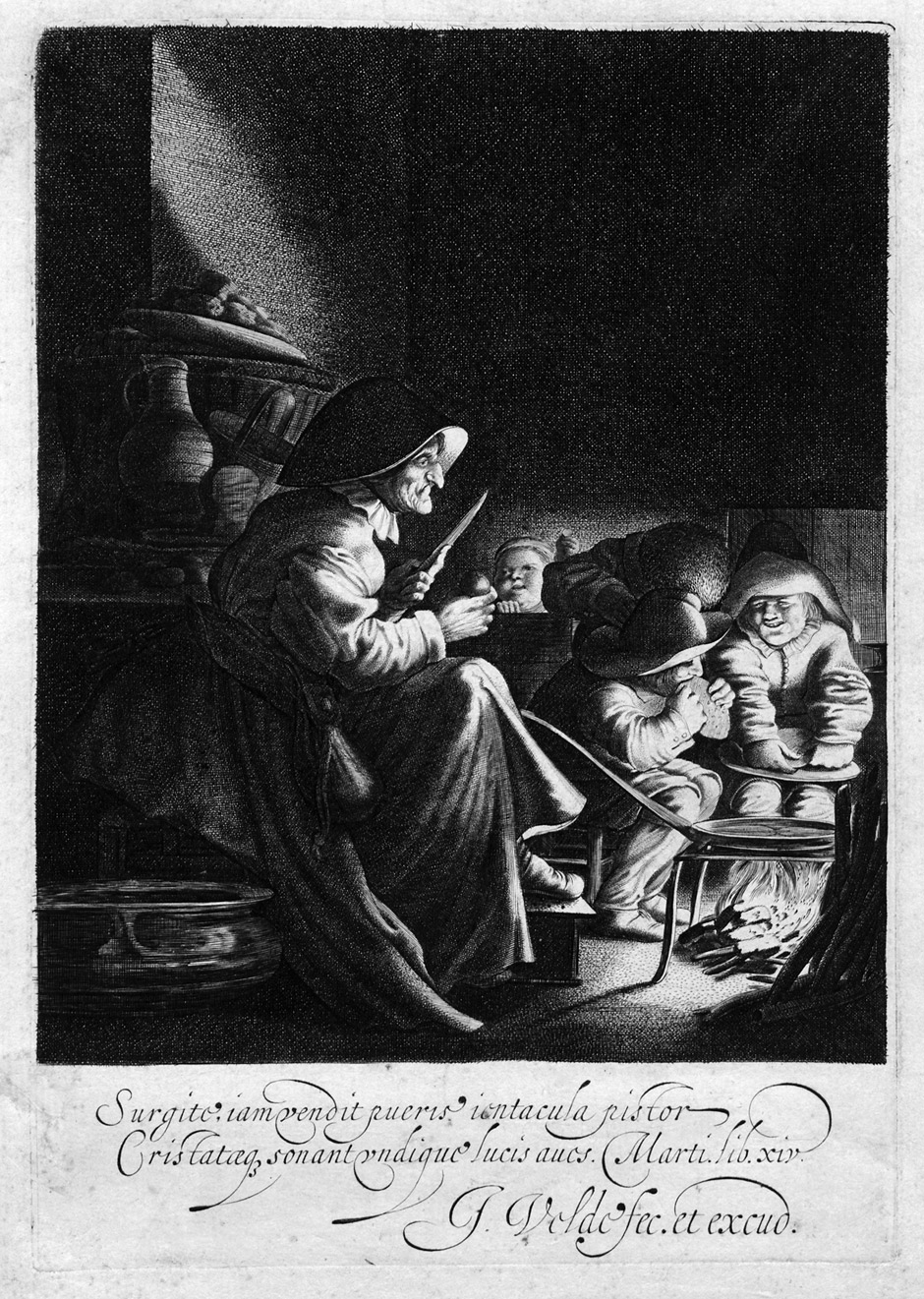
Женщина, выпекающая блины. Ок. 1641. Меццо-тинто
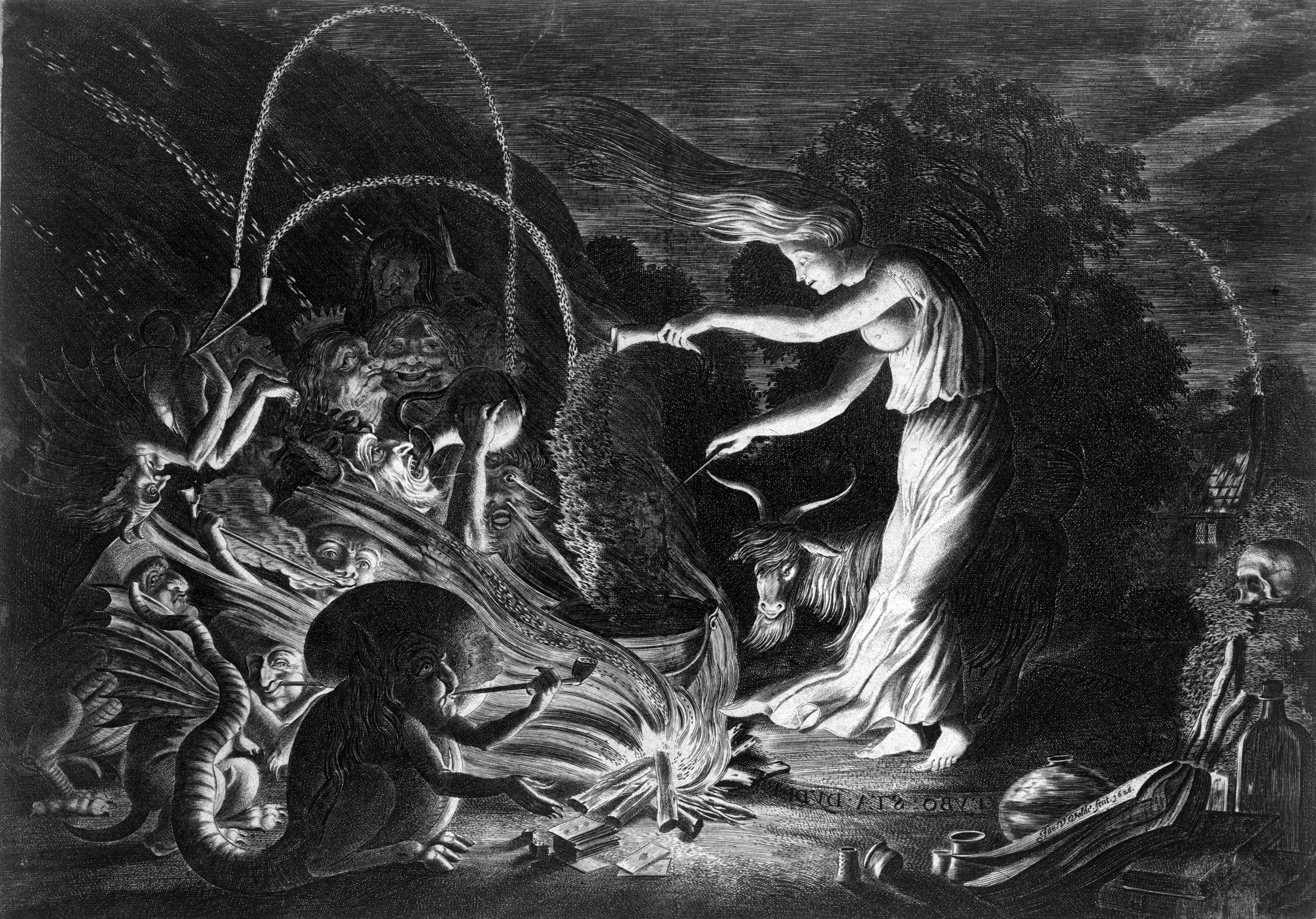
Ведьма у котла в окружении зверей. 1626. Офорт, сухая игла
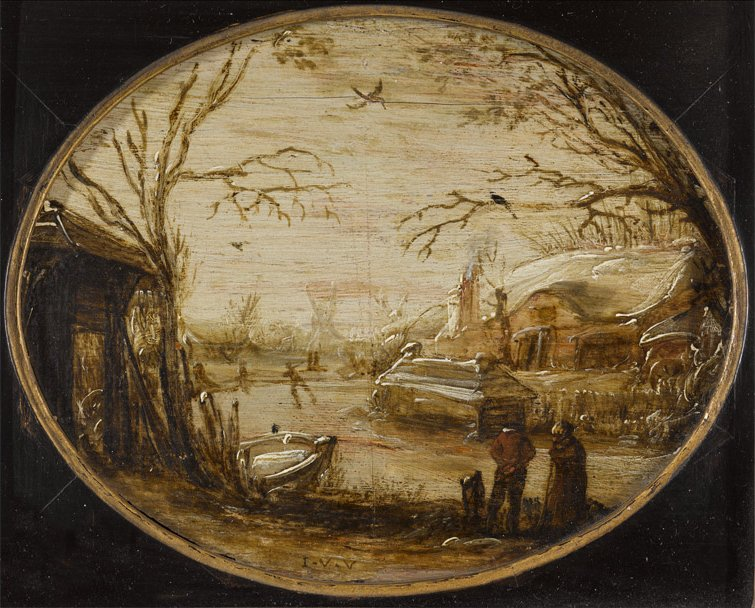
Зимний пейзаж. Между 1620 и 1630. Дерево, масло. Рейксмюсеум, Амстердам
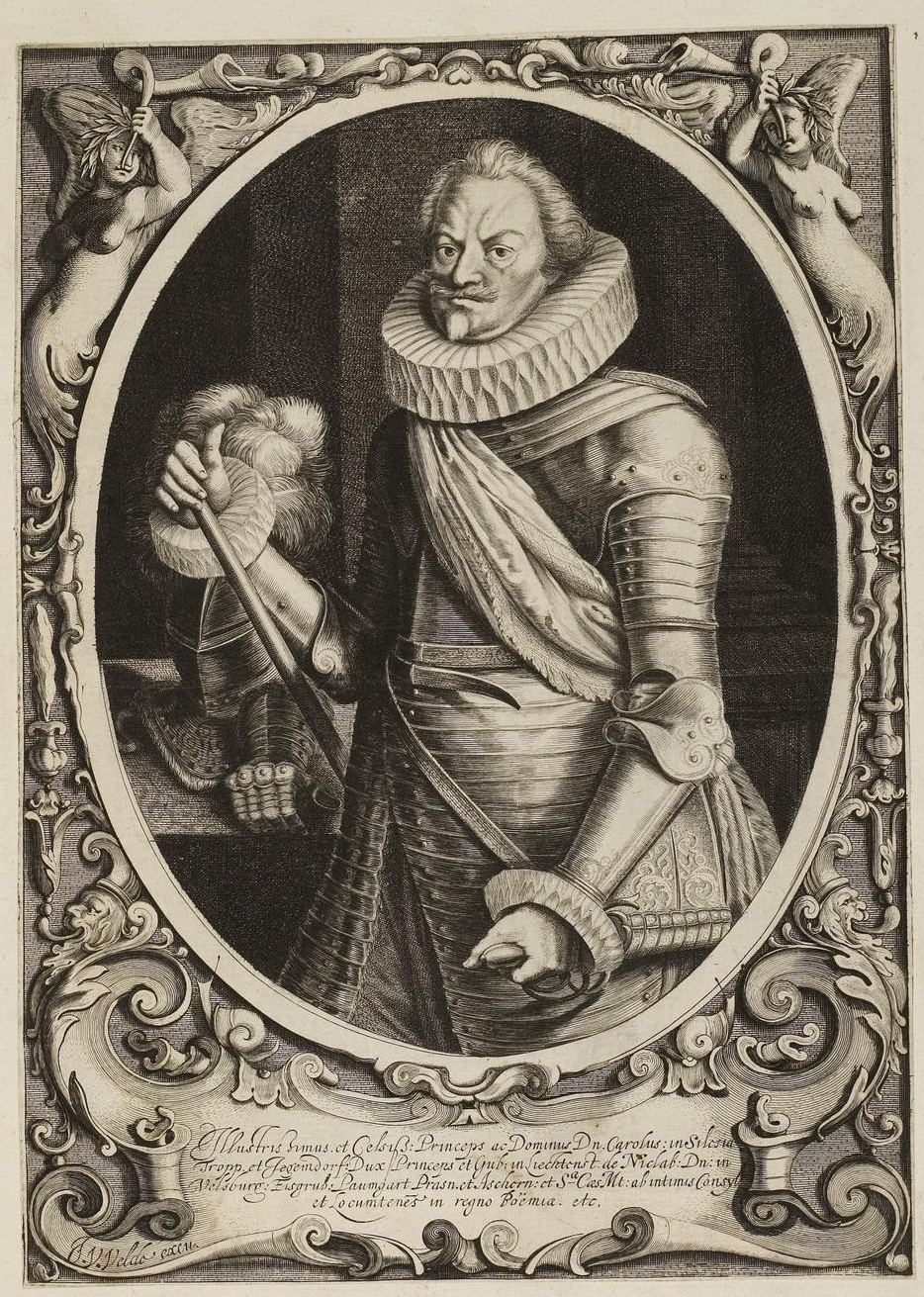
Карл I Лихтенштейн. Офорт
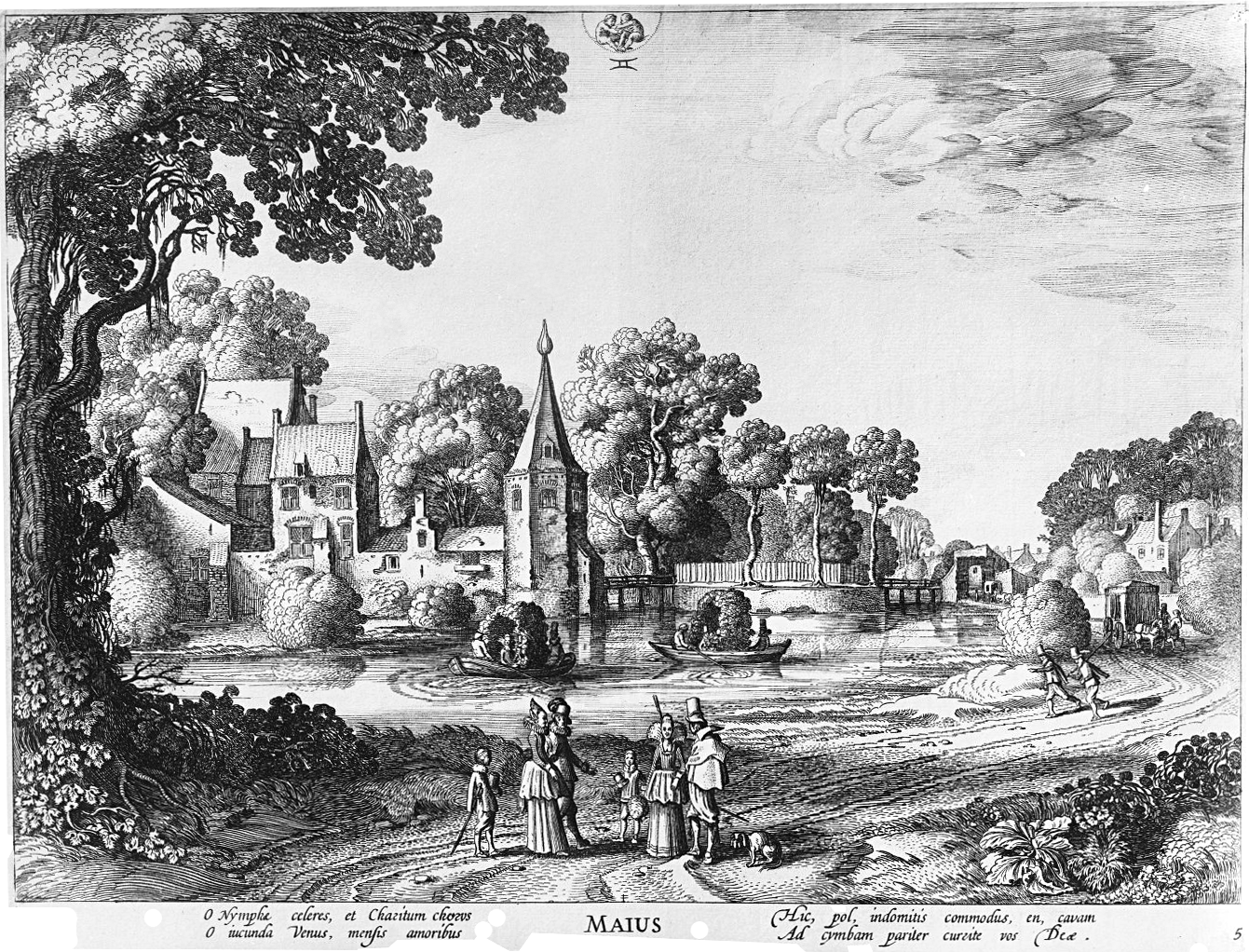
Бинненхоф. Между 1613 и 1642. Офорт
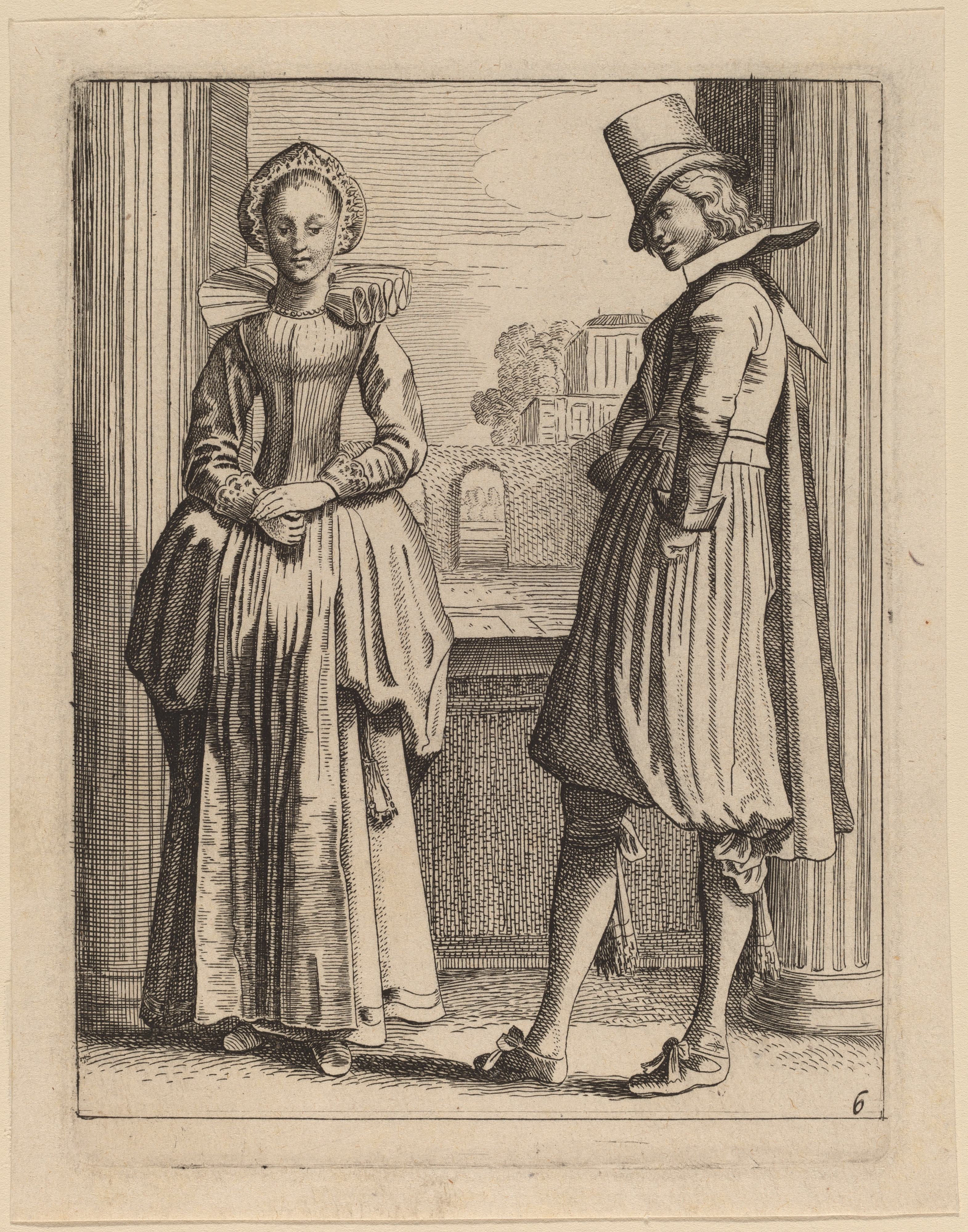
Две фигуры в костюмах. Офорт
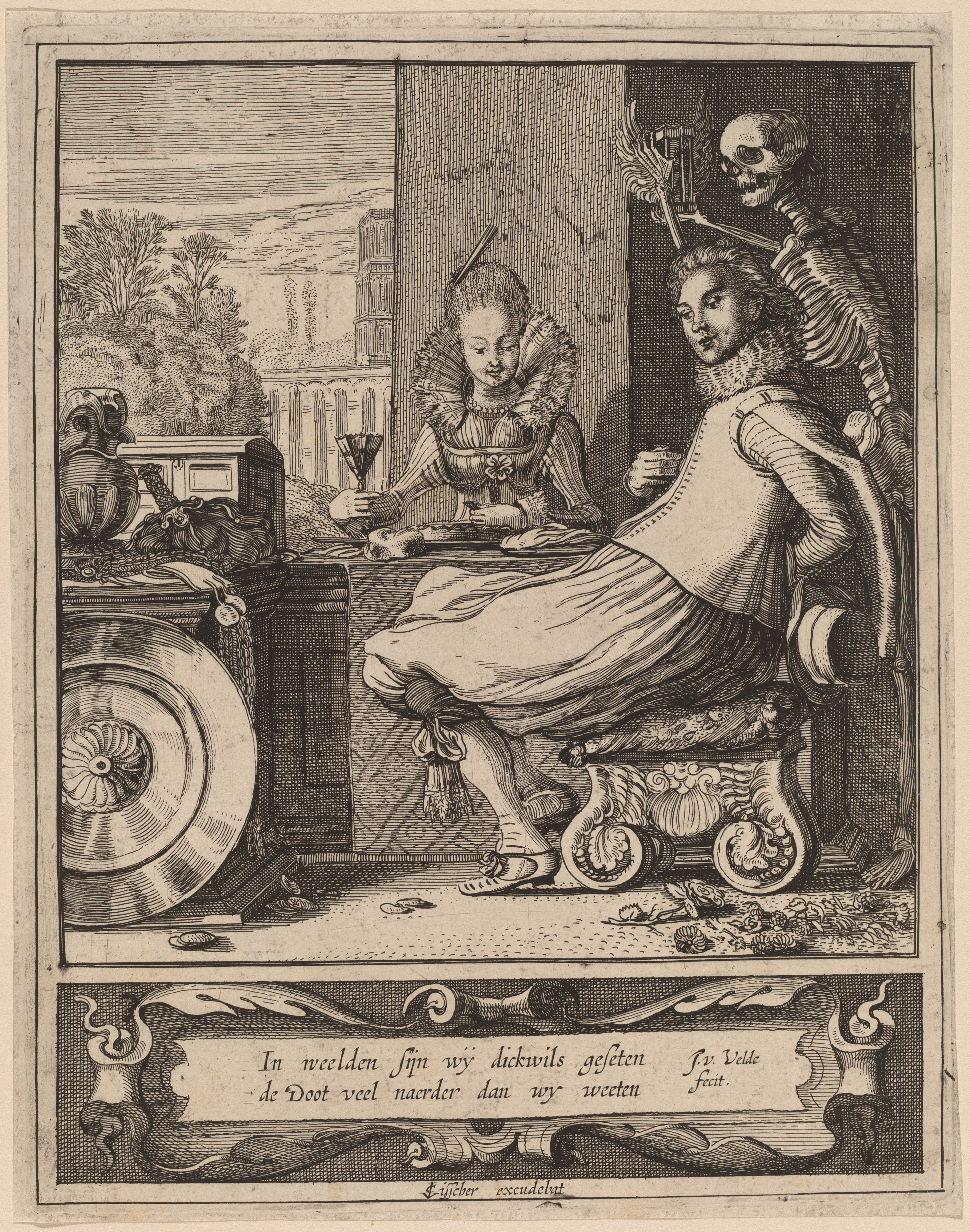
Смерть устраивает паре сюрприз. Офорт
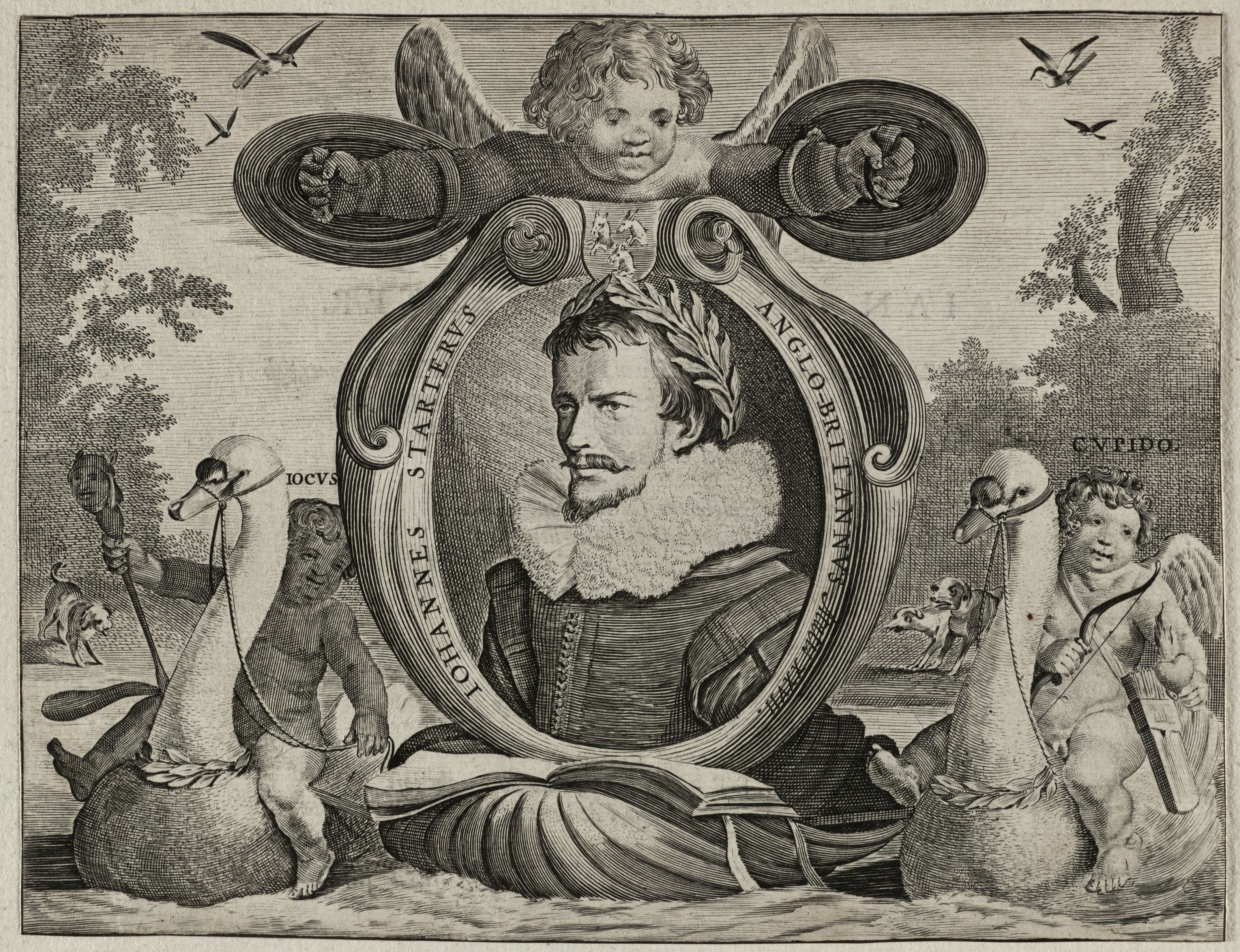
Портрет поэта Яна Янса Стартера. Титул издания “JJ Starter in Friesche Lusthof”. 1623. Офорт
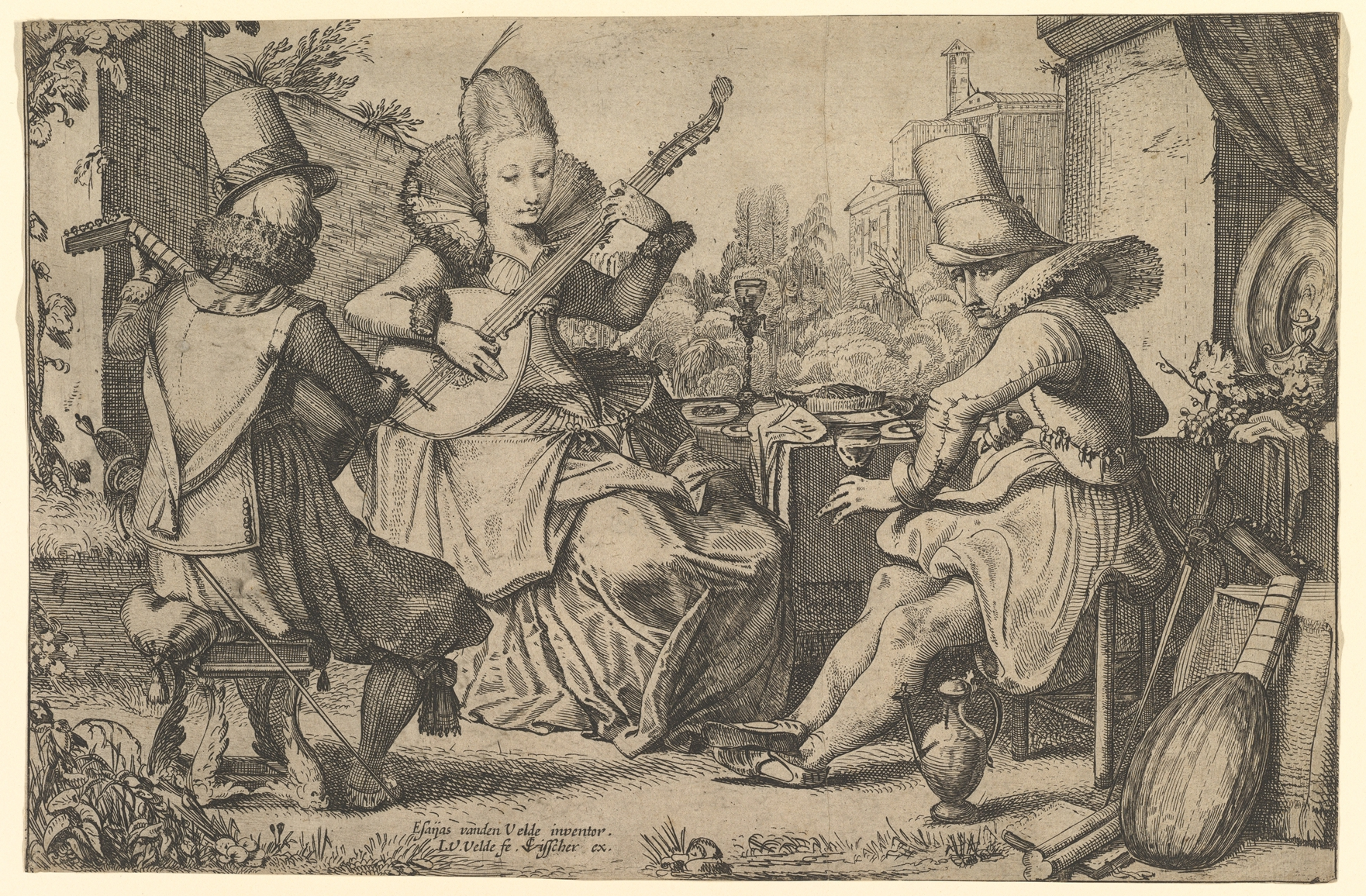
Элегантно одетые мужчина и женщина в саду. Офорт, сухая игла